# Њу Милфорд (Илиноис)
Њу Милфорд (енгл. New Milford) град је у америчкој савезној држави Илиноис.

## Демографија
По попису из 2010. године број становника је 697, што је 156 (28,8%) становника више него 2000. године.
| Група             | 2000.       | 2010.       |
| Белци             | 499 (92,2%) | 548 (78,6%) |
| Афроамериканци    | 10 (1,8%)   | 35 (5,0%)   |
| Азијати           | 8 (1,5%)    | 43 (6,2%)   |
| Хиспаноамериканци | 17 (3,1%)   | 56 (8,0%)   |
| Укупно            | 541         | 697         |